# Proturana subapterus
Proturana subapterus är en insektsart som först beskrevs av Lucien Chopard 1970.  Proturana subapterus ingår i släktet Proturana och familjen syrsor. Inga underarter finns listade i Catalogue of Life.